# Ippolito Malaguzzi Valeri
Ippolito Malaguzzi Valeri (Venezia, 3 novembre 1857 – Milano, 1º febbraio 1905) è stato un archivista, paleografo, storico e nobile italiano fondatore dell'Archivio di Stato di Reggio Emilia e in seguito direttore dell'Archivio di Stato di Modena prima, e dell'Archivio di Stato di Milano poi.

## Biografia

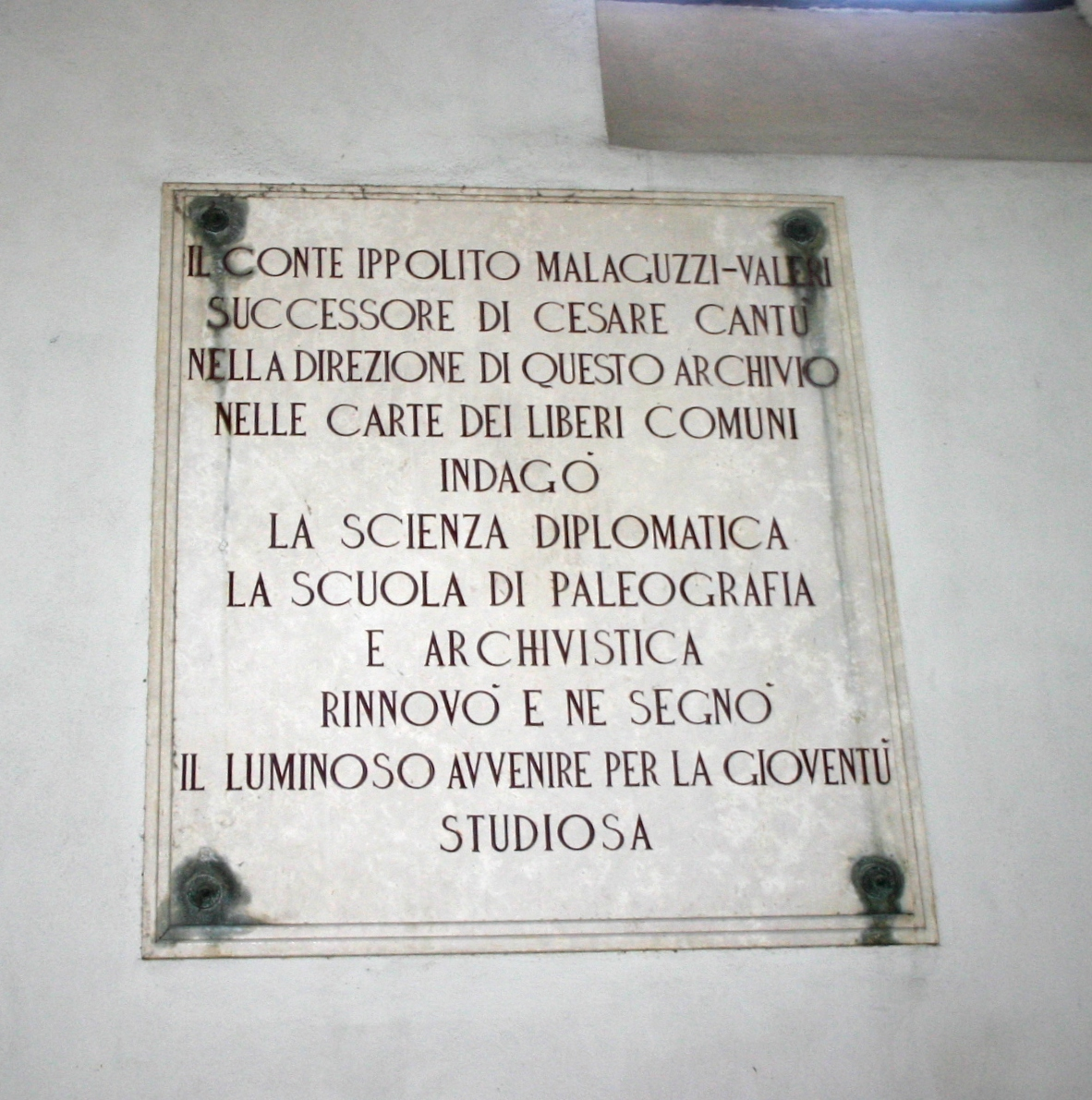
Lapide in memoria di Ippolito Malaguzzi Valeri, nel Palazzo del Senato di Milano, sede attuale dell'Archivio di Stato.

### Le famiglia d'origine e la formazione
Di nobile famiglia reggiana (la stessa cui apparteneva la madre di Ludovico Ariosto, Daria Malaguzzi Valeri), Ippolito Malaguzzi Valeri nacque a Venezia, tredicesimo figlio del conte Alessandro, attivo uomo politico, e dalla contessa Emanuela Linati, parmense, donna di notevole cultura.
Secondo quanto riporta il Bollettino della Consulta araldica, nel 1902 il capofamiglia era il cugino Valerio, che deteneva il titolo di Conte di Cerrè, Signore di Bazzarola e Patrizio di Reggio, mentre i figli di Alessandro, ossia il primogenito Carlo e i suoi due fratelli Paquito e Ippolito, detenevano gli ultimi due titoli. Tale predicato nobiliare non spettava alle due sorelle femmine, Bianca e Claudina.
Di costituzione gracile, compì «studi di letteratura italiana, latina e greca "fatti in casa propria"». Tra il 1875 e il 1878 prestò servizio nella Regia Marina Italiana, per poi ritornare nei possedimenti materni in Emilia.

### La carriera archivistica e gli studi storici
Il giovane, per sopperire alle gravi condizioni economiche famigliari, accettò il posto di bibliotecario locale di Reggio Emilia tra il 1882 e il 1887 e, grazie alla sua intelligenza e alla passione per l'archivistica, riuscì a riorganizzare gli archivi e i documenti sparsi nella città emiliana dando origine, così, al nucleo dell'Archivio di Stato di Reggio nel 1892, al quale donò il proprio archivio di famiglia e quello della famiglia estinta degli Alliati Spinelli. Appassionato di storia, Ippolito Malaguzzi Valeri, seguendo la scia della scuola storica allora vigente nella cultura italiana di fine Ottocento, ricostruì le vicende storiche-genealogiche delle famiglie dell'Alto Medioevo dei Wettin, dei Supponidi e degli Attoni, tanto da essere considerato come il fondatore della diplomatica comunale in Italia.

### Direttore dell'Archivio di Stato di Modena e di MIlano
La carriera del Malaguzzi Valeri non si limitò a Reggio: nel 1888 fu nominato direttore dell'Archivio di Stato di Modena, incarico durante il quale passò da archivista di III classe ad archivista di I classe e che mantenne fino al 1898, anno in cui fu spostato a Milano quale successore di Cesare Cantù all'Archivio di Stato di quella città. Il periodo di sede vacante a Milano, durato ben quattro anni tra il 1895 e il 1899, fu dovuto al tentativo, da parte del Consiglio Superiore per gli Archivi, di trovare una personalità prima che fosse interna all'organico di detto archivio (seduta del 27 giugno 1896; seduta dell'8 luglio 1897); secondo, che fosse in grado di riordinare con abilità i vari fondi archivistici lasciati in disordine dal Cantù (seduta 20 e 21 marzo 1898). Motivo per cui fu scelto, nella seduta del 12 dicembre 1898, quale direttore dell'Archivio di Stato di Milano. Come direttore dell'Archivio meneghino, il Malaguzzi Valeri poté però fare poco, nonostante le ottime intenzioni:
(Novati, p. 250)
Seguendo sempre il necrologio di Francesco Novati, il conte reggiano si sobbarcò di molto lavoro, cercando di continuare i suoi studi storici oltre ad adempiere agli impegni istituzionali. Colpito da una non specificata malattia che lo segnò nel fisico e nella mente, Ippolito Malaguzzi Valeri morì suicida a soli 48 anni nel 1905.

## Famiglia e discendenza
Il conte Ippolito Malaguzzi Valeri si sposò con Caterina Sagredo, figlia di Giovanni Gerardo e sorella dell'ultimo membro maschile della famiglia, Agostino. Da quest'unione nacque Eleonora Malaguzzi Valeri, moglie poi di Giuseppe Monodori. Successivamente, Ippolito Malaguzzi Valeri si sposò con la cugina Anna Malaguzzi Valeri, da cui ebbe la figlia Daria Malaguzzi Valeri (1883-1979), scrittrice, amica di Clemente Rebora e moglie del filosofo Antonio Banfi, senatore poi per il Partito Comunista Italiano agli albori della Repubblica. L'Archivio Daria Malaguzzi Valeri Banfi, donato all'Istituto Banfi dopo la morte della nobildonna, fu poi trasferito nella Biblioteca Panizzi di Reggio Emilia agli inizi del 2015. Il già citato Bollettino della Consulta araldica riporta anche un figlio, Rodolfo.
Era inoltre cugino e cognato - in quanto fratello di Anna - di Francesco Malaguzzi Valeri (1867-1928), che lavorò all'Archivio di Stato di Milano sotto il suo mandato dal 1899 al 1902.

## Opere
- Ippolito Malaguzzi Valeri, Guido da Castello e Dante Allighieri, Reggio Emilia, Tip. di Stefano Calderini, 1878, SBN LO11264082.
- Ippolito Malaguzzi Valeri, Alcune cose estratte dalli Diarii di Messer Alfonso Visdomi, Reggio Emilia, S. Calderini, 1881, SBN MIL0659718.
- Ippolito Malaguzzi Valeri, Frammenti storici, Reggio-Emilia, Stab. Tipo-litografico degli artigianelli, 1887, SBN TO01500879.
- Ippolito Malaguzzi Valeri, Municipio di Reggio nell'Emilia: I canali di Secchia e d'Enza, Riassunto storico e giuridico, Reggio Emilia, Tip. Artigianelli, 1887, SBN MIL0668046.
- Ippolito Malaguzzi Valeri, L'archivio di Stato in Modena Durante il triennio 1888-89-90, Modena, Tip. Della Società Tipografica Antica Tip. Soliani, 1891, SBN CUB0390387.
- Ippolito Malaguzzi Valeri, I Supponidi: note di storia signorile italiana dei secoli IX e X, Modena, Tip. della Società Tipografica Antica Tip. Soliani, 1894, SBN CUB0390424.
- Ippolito Malaguzzi Valeri, La costituzione e gli statuti dell'Apennino modenese dal secolo VIII al XVI, in L'Apennino Modenese, Rocca San Casciano, Cappelli, 1895,  pp. 498-579, SBN PUV0484434.
- Ippolito Malaguzzi Valeri, I sigilli dei comuni dell'Appennino modenese, Bologna, Stab. Tip. Zamorani e Albertazzi, 1897, SBN CUB0390423.[21]